# Chazelles, Cantal
Chazelles är en kommun i departementet Cantal i regionen Auvergne-Rhône-Alpes i mitten av Frankrike. Kommunen ligger  i kantonen Ruynes-en-Margeride som ligger i arrondissementet Saint-Flour. År 2022 hade Chazelles 33 invånare.

## Befolkningsutveckling
Antalet invånare i kommunen Chazelles
Referens:INSEE